# Escuela de Derecho Yale
La Escuela de Derecho de Yale (en idioma inglés Yale Law School o Yale Law o YLS) es la escuela de derecho de la Universidad Yale. Ubicada en 127 Wall Street, New Haven, Connecticut, es considerada la mejor escuela de derecho de los Estados Unidos y una de las más prestigiosas del mundo. Su pequeño tamaño y su enorme prestigio hacen que su proceso de admisión sea el más selectivo de los Estados Unidos y del mundo, con una tasa de aceptación aproximada del 6%.

## Historia
Yale Law School ha ocupado el primer puesto de manera ininterrumpida en el ranking del [U.S. News & World Report], el ranking más utilizado en los Estados Archivado el 3 de septiembre de 2021 en Wayback Machine. Unidos, desde su primera publicación en los años ochenta Archivado el 3 de septiembre de 2021 en Wayback Machine. superando a otras prestigiosas escuelas de derecho como son las de Harvard y Stanford, que se disputan Archivado el 3 de septiembre de 2021 en Wayback Machine. desde entonces el segundo y el tercer lugar por detrás de Yale.  
Cada año son admitidos Archivado el 31 de agosto de 2021 en Wayback Machine. aproximadamente 200 estudiantes para el programa de Juris doctor en Yale, número pequeño en comparación a otras universidades, y tan solo 25 estudiantes a nivel mundial para su Máster en Derecho.
Su actual decana es Heather K. Gerken.